# Mohammed Rabiu
Mohammed Rabiu, né le 31 décembre 1989, est un footballeur international ghanéen. Il joue au poste de milieu de terrain au FK Tambov.

## Biographie

### En club
Rabiu commence sa carrière au Ghana au Liberty Professionals où il commence très tôt le football. Il y fait tout son parcours de jeune au sein du club ghanéen.
En janvier 2008, il est prêté en deuxième division espagnole au Gimnàstic de Tarragona, il y reste que 6 mois et réalise seulement deux matchs.
De nouveau prêté pour un an à Xerez CD, la saison 2008-09 reste une année blanche pour lui avec seulement un match à son actif.
Après cette saison ratée, il est prêté à la Sampdoria pour jouer en équipe réserve. En juillet 2010, il est acheté par Udinese puis directement prêté en Ligue 2 à Évian.
Le 28 juin 2011, après le titre de champion de Ligue 2, il signe un contrat de cinq ans pour une indemnité de transfert d'un million d'euros dans le club d'Évian Thonon Gaillard FC.
Après deux ans dans les Alpes françaises, Mohammed Rabiu signe en août 2013 au FC Kouban Krasnodar.

### En équipe nationale
En 2009, avec les moins de 20 ans ghanéens, il participe à la Coupe d'Afrique des nations junior, il réalise également un très bon tournoi en amenant le Ghana à la victoire finale.
Il marque et se fait expulser dans le même match dans la phase de poule contre l'Uruguay.
Mohammed Rabiu fait ses débuts avec l'équipe nationale A le 5 septembre 2011, lors d'un match amical disputé à Londres face au Brésil (défaite 1-0), en remplaçant Sulley Muntari à la mi-temps.

## Palmarès

### En club
| - Évian TGFC - Champion de France de Ligue 2 en 2011. - Finaliste de la Coupe de France en 2013. |

### En sélection
| - Ghana - 20 ans - Vainqueur de la Coupe du monde des moins de 20 ans en 2009. |